# Salon (Aube)
Salon település Franciaországban, Aube megyében. Lakosainak száma 128 fő (2022. január 1.). Salon Champfleury, Plancy-l’Abbaye, Semoine, Villiers-Herbisse, Faux-Fresnay és Gourgançon községekkel határos.

## Népesség
A település népessége az elmúlt években az alábbi módon változott:
| Lakosok száma | 193  | 154  | 153  | 152  | 140  | 125  | 120  | 123  | 125  | 128  |
|               | 1968 | 1982 | 1990 | 2006 | 2013 | 2015 | 2017 | 2019 | 2020 | 2022 |